# Welgelegen bij Habaai
Welgelegen bij Habaai – osada (buurt) w dzielnicy Habaai, miasta Willemstad, w dystrykcie Willemstad, w kraju autonomicznym Curaçao, należącym do Holandii, w Ameryce Południowej. 20 października 2023 r. liczyła 122 mieszkańców. Zarówno pod względem liczby mieszkańców jak i powierzchni jest najmniejszą osadą w dzielnicy.